# Eleutherodactylus maurus
Eleutherodactylus maurus es una especie de anfibio anuro de la familia Eleutherodactylidae.

## Distribución geográfica
Esta especie es endémica de México. Habita en los estados de Michoacán y Morelos.

## Publicaciones originales
- Davis & Dixon, 1955 : Notes on Mexican toads of the genus Tomodactylus with the descriptions of two new species. Herpetologica, vol. 11, p. 154-160.
- Hedges, 1989 : Evolution and biogeography of West Indian frogs of the genus Eleutherodactylus : slow-evolving loci and the major groups. Biogeography of the West Indies. Past, Present and Future, p. 305–370[5]